# Habrotrocha constricta
Habrotrocha constricta is een raderdiertjessoort uit de familie Habrotrochidae. De wetenschappelijke naam van deze soort is voor het eerst geldig gepubliceerd in 1841 door Dujardin.